# Francisco Balanta
Francisco Balanta (16 de marzo de 1998) es un deportista colombiano que compite en judo.
Ganó tres medallas en los Juegos Panamericanos, en los años 2019 y 2023, y dos medallas en el Campeonato Panamericano de Judo, en los años 2021 y 2025.

## Palmarés internacional
| Juegos Panamericanos    | Juegos Panamericanos | Juegos Panamericanos | Juegos Panamericanos |
| Año                     | Lugar                | Medalla              | Categoría            |
| ----------------------- | -------------------- | -------------------- | -------------------- |
| 2019                    | Lima (Perú)          | Medalla de plata     | –90 kg               |
| 2023                    | Santiago (Chile)     | Medalla de bronce    | –100 kg              |
| 2023                    | Santiago (Chile)     | Medalla de bronce    | Equipo mixto         |
| Campeonato Panamericano |                      |                      |                      |
| Año                     | Lugar                | Medalla              | Categoría            |
| 2021                    | Guadalajara (México) | Medalla de bronce    | –90 kg               |
| 2025                    | Santiago (Chile)     | Medalla de bronce    | –100 kg              |